# Dante Quinterno
Dante Quinterno (Buenos Aires, 26 de octubre de 1909-ibidem, 14 de mayo de 2003) fue un guionista y dibujante de cómics, empresario editorial y productor agropecuario argentino, célebre por la creación de los personajes Patoruzú, Isidoro Cañones, Patoruzito, Don Fierro y Pepín Cascarón. Fue además el productor y director del primer dibujo animado en colores de Argentina «Upa en apuros» en 1942.

## Primeros años
Dante Raúl Quinterno era hijo de Martín Quinterno y de Laura Raffo. Su abuelo paterno, Pedro Quinterno, procedía del Piamonte, Italia (en Argentina se dedicaba a la producción agropecuaria y al cultivo y comercialización de frutales). Tuvo tres hermanas, Luisa, Celia y Laura, quien también sería dibujante y guionista y colaboradora de Dante en Patoruzú y otras tiras.

## Carrera
En 1924 comenzó a enviar sus dibujos a varios diarios porteños y en 1925 publicó su primera tira, Panitruco, en El Suplemento. Más adelante llegaron Andanzas y desventuras de Manolo Quaranta (1926); Don Fermín (después llamada Don Fierro, 1926), y Un porteño optimista (luego Las aventuras de Don Gil Contento, 1927), para diferentes diarios. En la última serie mencionada, en 1928, dio a conocer su personaje Curugua-Curuguagüigua, quien luego fue rebautizado como Patoruzú. Junto con Patoruzú aparecieron personajes como Isidoro Cañones, quien luego también tendría su propia publicación independiente. 
En 1936, la revista Patoruzú apareció como una publicación independiente, que en sus mejores momentos llegaría a vender 300 000 ejemplares semanales. Ese mismo año, el autor fundó la Editorial Dante Quinterno S.A., donde comienzan exitosas publicaciones: Patoruzú (desde 1936); Patoruzito (desde 1945), en el que colaboraron Eduardo Ferro, José Luis Salinas y Alberto Breccia, entre otras figuras; Andanzas de Patoruzú (desde 1956); Correrías de Patoruzito (desde 1958); Pepín Cascarón (desde 1960); Locuras de Isidoro (desde 1968); Patoruzito Escolar (desde 1971); y los recordados «Libros de Oro de Patoruzú» (anuales).
Quinterno fundó también a través de su Editorial la revista «Dinámica Rural», una de las publicaciones más importantes y exitosas de la industria agrícola-ganadera para el mercado argentino.
Durante la década de 1930 Quinterno viajó a Estados Unidos para estudiar producción de dibujos animados (con los hermanos Max y Dave Fleischer, creadores de Betty Boop y Popeye). Allí tomó contacto también con Walt Disney en sus estudios, donde entablarían una amistad que continuaría a través de los años. Cuando regresa a la Argentina, Quinterno inició también su carrera como animador, y el 20 de noviembre de 1942 estrenó en el cine Ambassador el extraordinario cortometraje de 15 minutos de duración Upa en apuros, que fue el primer dibujo animado realizado en colores en Argentina y la región, recibiendo también numerosos reconocimientos de la asociación de cronistas cinematográficos de la Argentina y otras entidades. El proyecto nació como un largometraje, pero la falta de material virgen color ocasionada por la Segunda Guerra Mundial limitó el metraje final. Entre 1941 y 1948 se publicó en forma ininterrumpida la tira del personaje Patoruzú en versión inglés en el diario «PM» de Nueva York (Estados Unidos), y en 1946 también salió la publicación de la revista titulada «The Adventures of Patoruzú». Regresaría al país en 1951, donde permanecería hasta 1955, y desde entonces solo viajaría al país esporádicamente.
Como editor, Quinterno fue además uno de los fundadores de la Asociación Argentina de Editores de Revistas.
A lo largo de su vida fue premiado por el Arzobispado de Buenos Aires, la Asociación de Cronistas Cinematográficos de la Argentina, la Cámara de Diputados de la Nación Argentina, la Legislatura de la Ciudad de Buenos Aires, y la Asociación Argentina de Editores de Revistas.
A partir de los años 90 se distanció del mundo de la historieta, dedicado a otras actividades empresariales, pero continuando en forma ininterrumpida con la publicación de sus historietas y personajes a través de su editorial y licenciataria, Editorial Universo S.A. y Los Tehuelches S.A.
El 5 de noviembre de 2018 el Senado de la Nación entregó la mención de honor senador Domingo F. Sarmiento a Dante R. Quinterno (premio post mortem) por su trayectoria artística y aporte a la cultura nacional.

## Vida personal
Dante Quinterno se casó en 1938 con Rosa Schiaffino, con quien tuvo tres hijos: Dante, Walter y Mónica.
Falleció en Buenos Aires el 14 de mayo de 2003, a los 93 años, y fue sepultado en el Cementerio de La Recoleta.

## Legado
En el año 2009, el Museo del Dibujo y la Ilustración de Buenos Aires organizó dos muestras: "Patoruzú: una revista, una época", en el Museo de Artes Plásticas Eduardo Sívori, y "Revista Patoruzú, una bisagra cultural", en la Feria Internacional del Libro de Buenos Aires, donde se rindió homenaje a las grandes creaciones de Dante Quinterno. Estas muestras fueron adaptadas para realizarlas de modo itinerante por todo el país.